# Partizánska Ľupča
Partizánska Ľupča é um município da Eslováquia, situado no distrito de Liptovský Mikuláš, na região de Žilina. Tem 92,4 km² de área e sua população em 2018 foi estimada em 1.266 habitantes.

## Demografia
| Ano:        | 1994 | 2004   | 2014   | 2024   |
| ----------- | ---- | ------ | ------ | ------ |
| Broj ljudi: | 1268 | 1242   | 1234   | 1299   |
| Razlika:    |      | -2,05% | -0,64% | +5,26% |

| Ano:               | 2023 | 2024   |
| ------------------ | ---- | ------ |
| Número de pessoas: | 1320 | 1299   |
| Diferença:         |      | -1,59% |